# Zetting
Zetting és un municipi francès situat al departament del Mosel·la i a la regió del Gran Est. L'any 2007 tenia 769 habitants.

## Demografia

### Població
El 2007 la població de fet de Zetting era de 769 persones. Hi havia 306 famílies, de les quals 70 eren unipersonals (31 homes vivint sols i 39 dones vivint soles), 97 parelles sense fills, 116 parelles amb fills i 23 famílies monoparentals amb fills.
La població ha evolucionat segons el següent gràfic:
Habitants censats

### Habitatges
El 2007 hi havia 330 habitatges, 310 eren l'habitatge principal de la família, 8 eren segones residències i 11 estaven desocupats. 323 eren cases i 7 eren apartaments. Dels 310 habitatges principals, 284 estaven ocupats pels seus propietaris, 14 estaven llogats i ocupats pels llogaters i 13 estaven cedits a títol gratuït; 6 tenien dues cambres, 18 en tenien tres, 51 en tenien quatre i 235 en tenien cinc o més. 282 habitatges disposaven pel capbaix d'una plaça de pàrquing. A 125 habitatges hi havia un automòbil i a 155 n'hi havia dos o més.

### Piràmide de població
La piràmide de població per edats i sexe el 2009 era:
| Homes | Edats   | Dones |
| ----- | ------- | ----- |
| 4     | 95 o +  | 0     |
| 0     | 90 a 94 | 0     |
| 4     | 85 a 89 | 4     |
| 4     | 80 a 84 | 8     |
| 0     | 75 a 79 | 20    |
| 8     | 70 a 74 | 0     |
| 36    | 65 a 69 | 52    |
| 36    | 60 a 64 | 20    |
| 12    | 55 a 59 | 20    |
| 56    | 50 a 54 | 32    |
| 44    | 45 a 49 | 44    |
| 24    | 40 a 44 | 40    |
| 32    | 35 a 39 | 16    |
| 24    | 30 a 34 | 36    |
| 32    | 25 a 29 | 8     |
| 44    | 20 a 24 | 24    |
| 28    | 15 a 19 | 24    |
| 40    | 10 a 14 | 16    |
| 8     | 5 a 9   | 32    |
| 12    | 0 a 4   | 8     |

## Economia
El 2007 la població en edat de treballar era de 509 persones, 353 eren actives i 156 eren inactives. De les 353 persones actives 335 estaven ocupades (188 homes i 147 dones) i 18 estaven aturades (10 homes i 8 dones). De les 156 persones inactives 63 estaven jubilades, 33 estaven estudiant i 60 estaven classificades com a «altres inactius».

### Ingressos
El 2009 a Zetting hi havia 341 unitats fiscals que integraven 852,5 persones, la mediana anual d'ingressos fiscals per persona era de 20.500 €.

### Activitats econòmiques
Dels 16 establiments que hi havia el 2007, 1 era d'una empresa extractiva, 2 d'empreses de fabricació d'altres productes industrials, 3 d'empreses de construcció, 4 d'empreses de comerç i reparació d'automòbils, 1 d'una empresa de transport, 3 d'empreses d'hostatgeria i restauració, 1 d'una empresa de serveis i 1 d'una empresa classificada com a «altres activitats de serveis».
Dels 5 establiments de servei als particulars que hi havia el 2009, 1 era un taller de reparació d'automòbils i de material agrícola, 1 electricista, 1 perruqueria i 2 restaurants.
L'any 2000 a Zetting hi havia 11 explotacions agrícoles.

## Equipaments sanitaris i escolars
El 2009 hi havia 1 escola maternal i 1 escola elemental integrada dins d'un grup escolar amb les comunes properes formant una escola dispersa.

## Poblacions més properes
El següent diagrama mostra les poblacions més properes.